# Функция на Вайерщрас
Функцията на Вайерщрас е особен пример за реална функция, която е навсякъде непрекъсната и никъде диференцируема (т.е. функцията е непрекъсната за всяко x, но в нито една точка не може да бъде построена допирателната към нея). Открита е от немския математик Карл Вайерщрас. Исторически, откриването на тази функция е важно, понеже е контрапример на твърдението, че всяка непрекъсната функция е диференцируема, освен в краен брой точки.

## Вид на функцията
В статията на Вайерщрас, функцията е дефинирана по следния начин:
{\displaystyle f(x)=\sum _{n=0}^{\infty }a^{n}\cos(b^{n}\pi x),}
където {\displaystyle 0<a<1}, освен това {\displaystyle b} е положително нечетно число, а
{\displaystyle ab>1+{\frac {3}{2}}\pi .}
Този запис, заедно с доказателството, че функцията не е диференцируема (т.е. че в нито една точка не може да се построи допирателна) e представено от Вайерщрас в статия, представена пред Гьотингенската академия на науките (на немски: 'Königliche Akademie der Wissenschaften') на 12 юли 1872.
Доказателството, че функцията {\displaystyle f(x)} е непрекъсната, е елементарно. Тъй като членовете на безкрайния ред, който дефинира функцията на Вайерщрас, са ограничени от {\displaystyle a^{n}} и редът {\displaystyle \sum _{k=0}^{\infty }a^{n}} е сходящ за {\displaystyle 0<a<1}, изходният ред е равномерно сходящ, според критерия на Вайерщрас. Тъй като всяка частична сума е непрекъсната, и границата на равномерно сходяща редица от непрекъснати функции е непрекъсната, то {\displaystyle f(x)} е непрекъсната.
За да докажем, че функцията не е диференцируема в нито една точка, трябва да разгледаме произволна точка {\displaystyle x\in {\mathbb {R} }} и да докажем, че функцията не е диференцируема в тази точка. За да направим това, разглеждаме две числови редици {\displaystyle x_{n}} и {\displaystyle x'_{n}}, чиято граница е x, и притежаващи свойството:
{\displaystyle \lim \inf {\frac {f(x_{n})-f(x)}{x_{n}-x}}>\lim \sup {\frac {f(x'_{n})-f(x)}{x'_{n}-x}}.}
Продължението на доказателството е значително по-сложно.
Априорно, очакваме че непрекъсната функция трябва е и диференцируема, освен в краен брой точки. В статията си, Вайерщрас отбелязва, че математици от по-ранни епохи, например Гаус, са приемали това за вярно. Вероятната причина е трудността да се нарисува или представи функция, за която множеството на точките, в които тя не е диференцируема, е безкрайно, (подобно на Липшицовите функции, при които това множество е пренебрежимо по Лебег). Обикновено, когато даваме пример за непрекъсната функция, чертаем графика на Липшицова функция, която притежава ред други свойства, освен непрекъснатост.
Вайерщрасовата функция може да бъде разглеждана като един от първите „фрактали“, въпреки че терминът е въведен много по-късно. Когато разглеждаме отблизо част от графиката на функцията, тя не се приближава до права линия, както диференцируемите функции, а показва сткруктури, които приличат на графиката на същата функция, но в по-голям мащаб. Това може и да се изрази по следния начин: за всеки две точки, независимо колко близо са една до друга, функцията никога не е монотонна. В своята книга „The Geometry of Fractal Sets“, Кенет Фалконер отбелязва, че Хаусдорфовата размерност на графиката на Вайерщрасовата функция е ограничена отгоре от числото {\displaystyle {\frac {\log a}{\log b+2}}}, (където a и b са константите от определението на функцията на Вайерщрас, виж по-горе). Обикновено се приема, че Хаусдорфовата размерност е равна на тази горна граница, но това не е строго доказано.
От съществуването на функцията на Вайерщрас и фундаменталната теорема на анализа следва, че за всяко естествено число k, и за всеки интервал [a,b], съществува функция, която има непрекъснати производни до ред k в [a,b], и няма никъде производна от ред k+1.

## Плътност в множеството на реалните числа
В топологичен контекст, може да се докаже, че множеството на функциите, непрекъснати в интервала [0,1], недиференцируеми в нито една точка на интервала [0,1] е плътно във векторното пространство C([0, 1]; R) на непрекъснатите реални функции.